# Adenanthos detmoldii
Adenanthos detmoldii (лат.) — кустарник, вид рода Аденантос (Adenanthos) семейства Протейные (Proteaceae), эндемик юго-запада Западной Австралии.

## Ботаническое описание
Adenanthos detmoldii — прямостоячий кустарник до 4 м в высоту с опушёнными ветвями и длинными узкими листьями длиной до 80 мм и шириной около 5 мм. Цветки, которые появляются в период с августа по ноябрь, состоят из трубчатого околоцветника длиной около 25 мм и лепестков длиной около 40 мм. Околоцветник жёлтый с оранжевым горлом, которое после опыления становится коричневым.

Adenanthos detmoldii
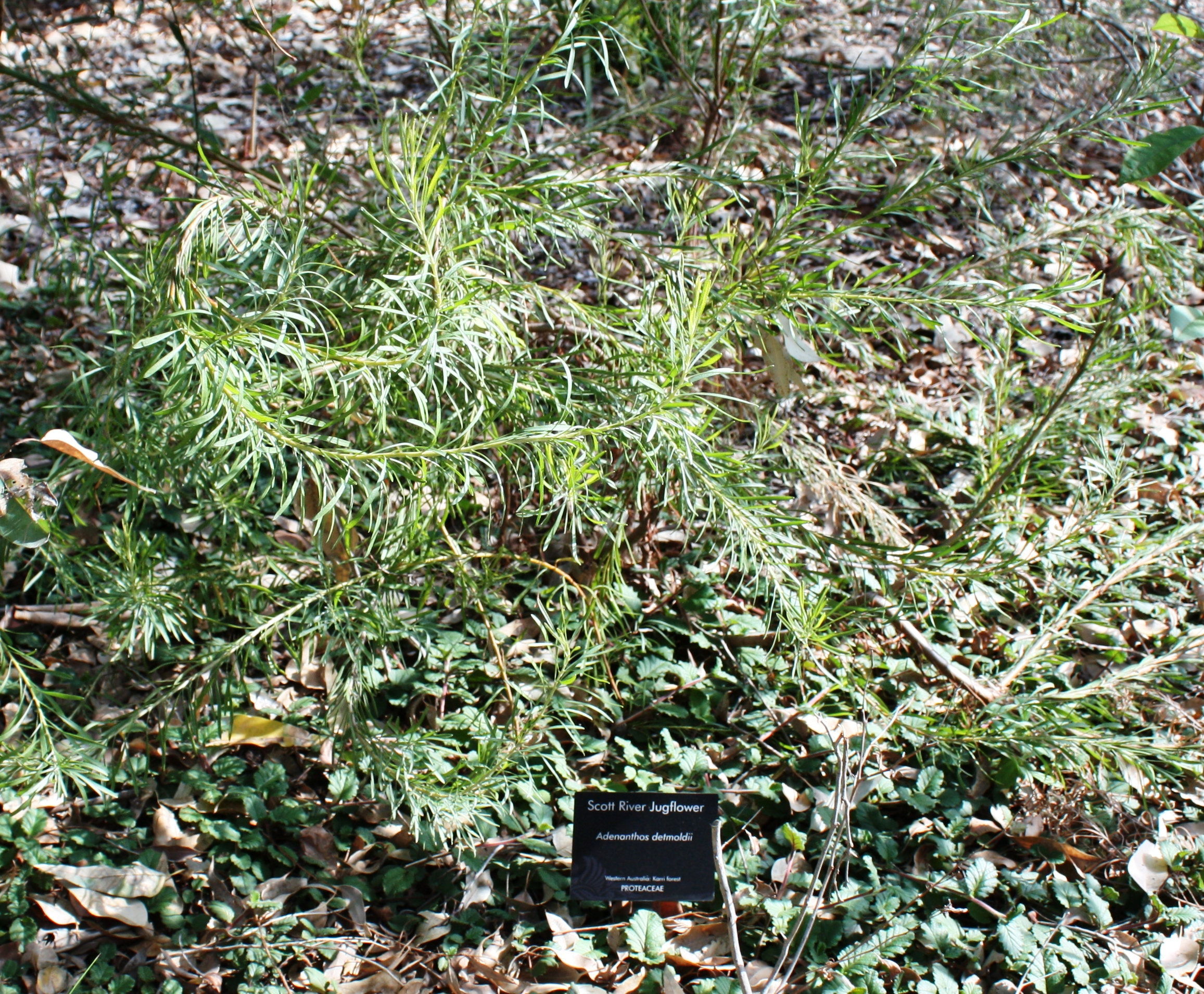
Общий вид
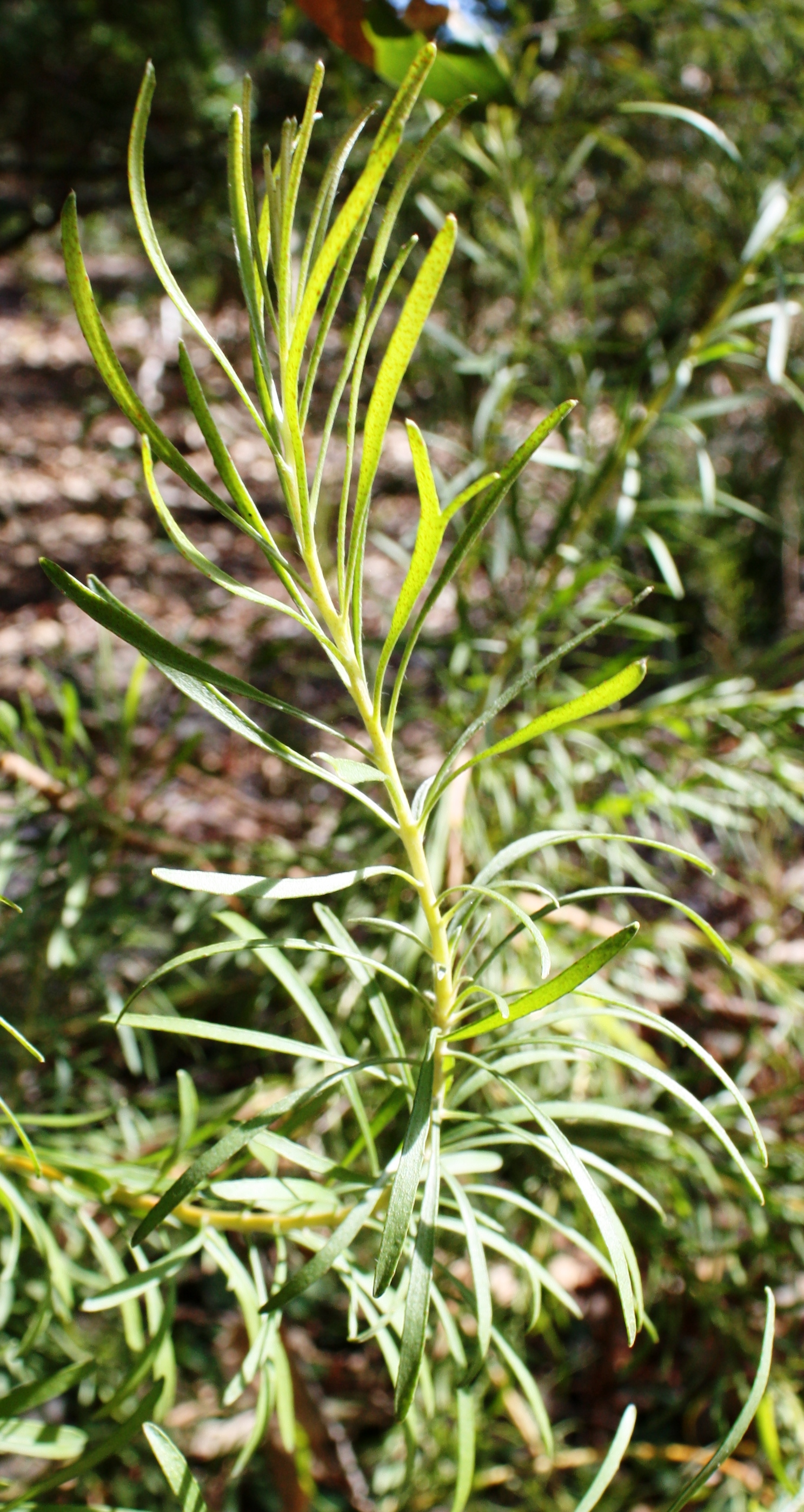
Листья
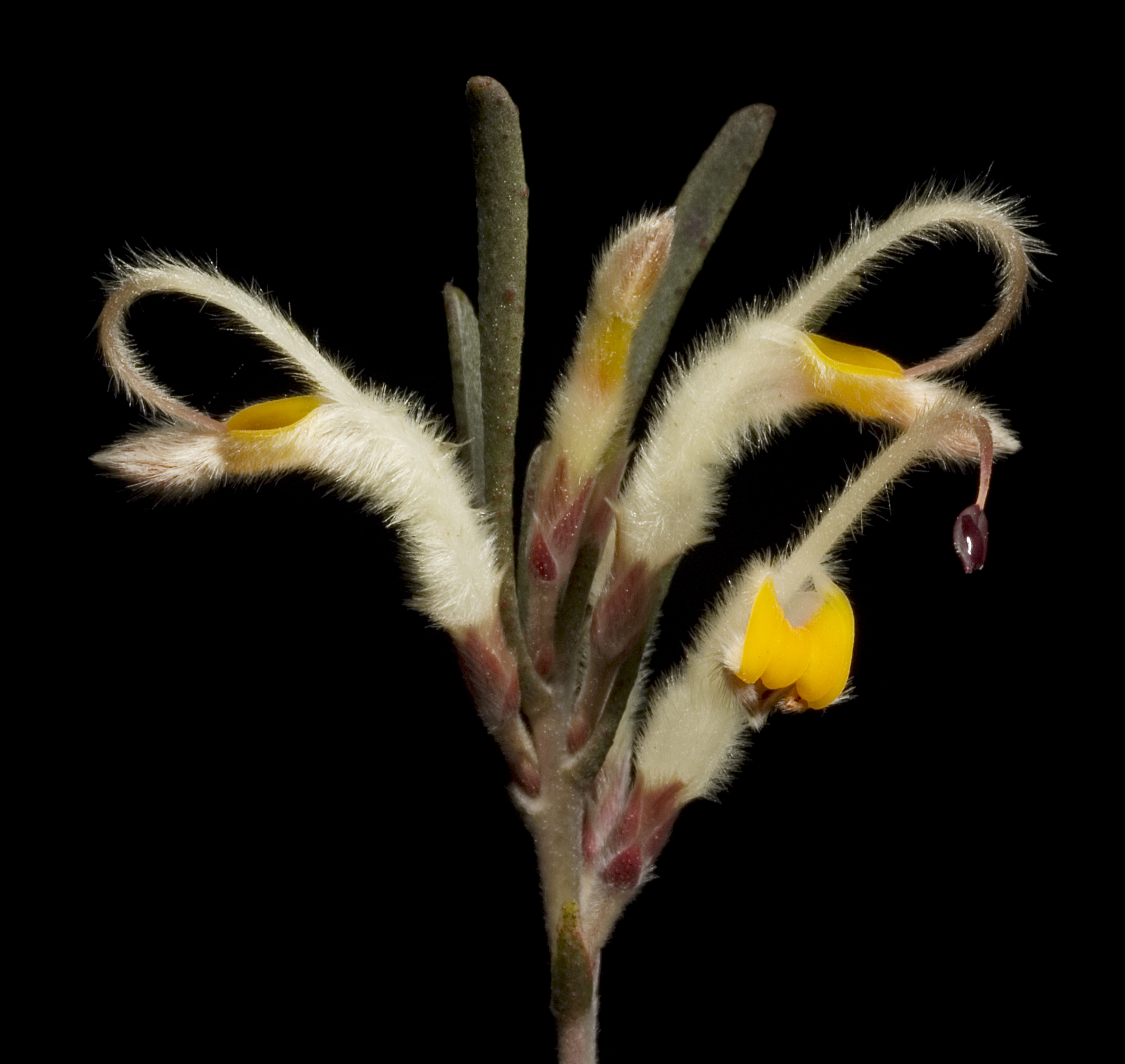
Цветок

## Таксономия
Типовой образец A. detmoldii был собран в окрестностях реки Блэквуд примерно в 1870 году и отправлен Фердинанду фон Мюллеру, который опубликовал этот вид в 8-м томе своей Fragmenta Phytographiae Australiae в 1874 году. Оригинальный типовой образец цитирует Blackwood-River; J. Forrest, и это иногда интерпретировалось как относящееся к Джону Форресту, однако это брат Джона Форреста Джеймс, как известно, «добился некоторой репутации, создавая ботанические коллекции флоры района Блэквуд для барона фон Мюллера», а изотип, помещённый в Ботаническом саду в Берлине, был назван Людвигом Дильсом"Blackwood River leg. Jas. Forrest".
Мюллер отнёс этот вид к Adenanthos секции Eurylaema, которая определена как содержащие те виды с трубками околоцветника, которые изогнуты и вздуты выше середины. Видовой эпитет detmoldii был назван в честь его друга Уильяма Детмолда.
A. detmoldii был сохранён в A. sect. Eurylaema в редакции Adenanthos Эрнестом Чарльзом Нельсоном в 1978 году и снова в его же трактовке этого рода в 1995 году для серии «Флора Австралии». Положение Adenanthos detmoldii|A. detmoldii было определено Нельсоном следующим образом:
Adenanthos
A. sect. Eurylaema
A. detmoldii
A. barbiger
A. obovatus
A. × pamela
A. sect. Adenanthos (29 видов, 8 подвидов)
Этот вид часто гибридизируется с Adenanthos obovatus; полученные гибриды известны как Adenanthos × pamela.

## Распространение и местообитание
A. detmoldii — эндемик Западной Австралии. Встречается в районе рек Скотт и Блэквуд к востоку от Огасты (Западная Австралия). Необычно для видов аденантосов, этот вид предпочитает влажные зимой песчаные равнины, где он встречается вместе с видами Banksia ser. Dryandra и гревиллей, злаками и осоками. Часто это самый многочисленный кустарник, где встречается.

## Культивирование
Этот вид предпочитает хорошо дренированные, лёгкие почвы от полного солнца до частичной тени, хотя, как следует из его естественного распространения в районах влажных зимой, он более устойчив к плохому дренажу, чем большинство видов аденантосов. Естественно, что это растение для засушливого лета, оно неожиданно хорошо растёт в районах с влажным или влажным летом, хотя в таком климате уязвимо для серой гнили. Размножение происходит черенками полузрелого роста.

## Охранный статус
Он классифицирован как «приоритет 4 — редкий» в объявленном Департаментом окружающей среды и охраны природы Западной Австралии Списке редких и приоритетных видов флоры, что означает, что этот таксон, который, хотя и встречается редко, но, по-видимому, не находится под угрозой исчезновения. Говорят, что сейчас он в основном ограничен обочинами дорог, потому что большая часть его ареала была расчищена для сельскохозяйственных нужд, хотя в 1978 году Нельсон всё ещё надеялся, что «он может быть обычным явлением на влажных болотах, которые плохо доступны и не осушены».
Это очень восприимчиво к фитофторозу, вызываемому Phytophthora cinnamomi.
Международный союз охраны природы классифицирует природоохранный статус вида как «находящийся на грани полного исчезновения».